# Sceloporus poinsettii
Sceloporus poinsettii este o specie de șopârle din genul Sceloporus, familia Phrynosomatidae, descrisă de Ralph O. Baird și R. Girard în anul 1852. A fost clasificată de IUCN ca specie cu risc scăzut.

## Subspecii
Această specie cuprinde următoarele subspecii:
- S. p. poinsettii
- S. p. axtelli
- S. p. macrolepis
- S. p. polylepis